# Hexakosioihexekontahexaphobie

Dessin représentant le nombre « 666 ».

L’hexakosioïhexekontahexaphobie,  (littéralement, « peur du nombre 666 » : en grec ancien, « six cent soixante six » s'écrit « ἑξακόσιοι ἑξήκοντα ἕξ », soit « hexakosioï hexêkonta hex ») est une peur qui tire son origine du verset 13:18 de l'Apocalypse, l'un des livres de la Bible. Ce verset indique que le nombre 666 est le nombre de la Bête, bête associée à Satan ou à l'Antéchrist. Issue de la foi chrétienne, cette peur a été très popularisée, le nombre 666 étant utilisé comme un symbole par des films d'épouvante et exploitée par diverses rumeurs.
Il détrône ainsi le mot le plus long qui était jusqu'à prèsent anticonstitutionnellement.

## Origine
Les versets de l'Apocalypse de Jean concernant la Bête et son nombre figurent dans le chapitre 13, versets 11-18. Ils se terminent ainsi :
« Que celui qui a de l’intelligence calcule le nombre de la bête. Car c’est un nombre d’homme, et son nombre est six cent soixante-six. ».
L'identification de la Bête de l'Apocalypse par son chiffre est généralement interprétée par la gematria  où chaque lettre de l'alphabet correspond à une valeur numérique.

## Les superstitions
Un exemple célèbre est celui de Nancy et Ronald Reagan qui, en 1989, alors qu'ils déménageaient vers leur résidence de Bel Air (Los Angeles), firent changer leur adresse, 666, St. Cloud Road, en 668, St. Cloud Road,.
En 2007, la BBC évoqua le cas des habitants de la ville de Reeves en Louisiane qui purent choisir de changer le préfixe téléphonique local de 666 vers 749 après plusieurs années de demandes.
L'Église orthodoxe refuse le nombre 666 sur les cartes nationales d'identité.

## Les rumeurs malveillantes
À la suite de prêches fondamentalistes, le bruit a couru au début des années 1980 que le logo de l'entreprise Procter & Gamble contenait les chiffres 666 lisibles en miroir, et qu'une partie des bénéfices était versée à une église satanique. Jean-Noël Kapferer raconte que Procter & Gamble a fini par changer de logo et a intenté depuis 1995 plusieurs procès contre un concurrent qui propageait cette rumeur.
Pour éviter ce genre d'interprétation, d'autres agissent à titre préventif.[réf. souhaitée]

## La peur du 6 juin 2006
Des groupes de prière chrétiens ont été organisés pour le 6e jour du 6e mois de 2006, dans la crainte d'événements satanistes.
Le film 666, La Malédiction sorti dans le monde entier le 6 juin 2006, soit le 6/6/6, clin d'œil de la part des distributeurs, qui profitèrent de la superstition des spectateurs pour assurer la promotion du film. Remake du film La Malédiction de Richard Donner, il évoquait la naissance à  cette date d'un enfant dont les parents se rendent compte qu'il est l'Antéchrist.
Des femmes ont exprimé leur inquiétude quant au fait de donner naissance à un enfant le 6 juin 2006.
En 2006, la BBC a listé l'hexakosioïhexekontahexaphobie et sa définition comme la 64e chose parmi 100 « que l'on ignorait l'année dernière à la même date ».

## Faits divers
En 2016 le pape François a fait rejeter par l'administration comptable du Saint-Siège un chèque de don d'un montant de 16.666.000 pesos (près de 1,2 million de dollars) car ce chèque était entaché par le nombre 666 associé au diable.